# Thần tượng nhí
Thần tượng nhí (ジュニアアイドル junia aidoru), cũng được biết đến là thần tượng nhỏ tuổi (チャイドル chaidoru, chidol trong tiếng Anh, rút gọn của từ "child idol") hay thần tượng thiến niên (ローティーンアイドル rōtīn aidoru), là một thể loại người hoạt động trong ngành giải dưới 18 hoặc 16 tuổi, họ là những được được đào tạo và tiếp thị hình, sự hấp dẫn và tính cách của họ. Đây là một thể loại con của văn hóa thần tượng trong làng giải trí đại chúng Nhật Bản. Thần tượng nhí chủ yếu là thần tượng áo tắm được quảng bá thông qua sách ảnh và DVD hình ảnh nhưng một số người cũng được đào tạo ca hát và diễn xuất. Không giống như người mẫu nhí, thần tượng được thương mại hóa thông qua các hàng hóa liên quan và sự chuyển nhượng của các công ty quản lý tài năng, đồng thời duy trì mối liên hệ tình cảm với lượng người hâm mộ tiêu dùng cuồng nhiệt.

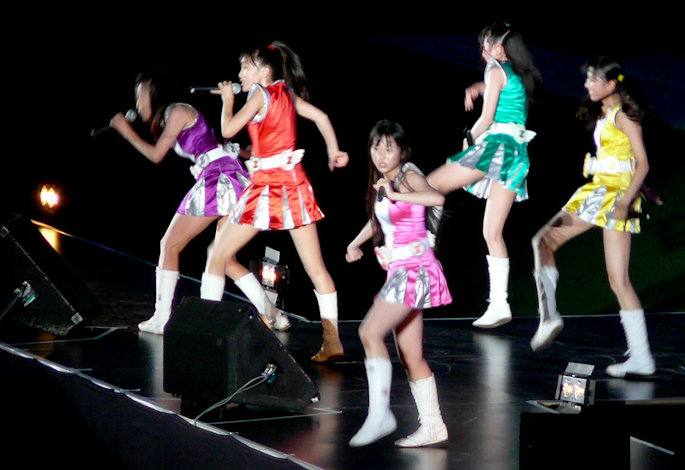
Nhóm nhạc Momoiro Clover Z từng là một nhóm nhạc thần tượng nhí. Sau khi các thành viên đủ lớn để trở thành phụ nữ thì nhóm nhạc vẫn rất thành công. Momoiro Clover Z được xếp hạng là nhóm nhạc thần tượng nữ nổi tiếng nhất, theo các cuộc khảo sát giai đoạn 2013-2017.

Thần tượng nhí thường gây ra tranh cãi do vấn đề tuổi tác, đối tượng tiếp thị và tham gia làm người mẫu áo tắm. Mặc dù các quy định đã được thắt chặt nhưng hoạt động giải trí của các thần tượng trẻ dưới 18 tuổi, theo luật pháp là trẻ vị thành niên, vẫn còn trong tình trạng mơ hồ về việc điều gì tạo nên quyền tự do ngôn luận và điều gì cấu thành sự thể hiện tục tĩu bất hợp pháp, theo cách nói khác là giải thích của Đạo luật Cấm Khiêu dâm Trẻ em. Vào năm 2014, Đạo luật Cấm Khiêu dâm Trẻ em được sửa đổi và thêm vào điều khoản cấm sở hữu nội dung khiêu dâm trẻ em bằng cách bổ sung "hình ảnh trong đó nhấn mạnh các bộ phận sinh dục" vào định nghĩa nội dung khiêu dâm trẻ em. Điều này khiến các hình ảnh trẻ vị thành niên mặc đồ bơi và quần áo khác có thể bị coi là khiêu dâm trẻ em và một số doanh nghiệp bán hình ảnh thần tượng nhí đã phải rút khỏi thị trường.

## Định nghĩa
Thần tượng nhí là những người tham gia vào hoạt động giải trí dưới 18 hoặc 16 tuổi tồn tại trong mối quan hệ một chiều với người hâm mộ ủng hộ họ thông qua việc qua hàng hóa liên quan. Thần tượng nhí thường được tiếp thị thông qua DVD solo hoặc sách ảnh. Phần lớn các thần tượng nhí đều thuộc các công ty quản lý tài năng chuyên biệt, một số trong đó có dịch vụ đào tạo diễn xuất, lồng tiếng và hướng tới việc sản xuất quảng cáo truyền hình, sách ảnh và các tài liệu liên quan. Mặc dù các nguồn tin cho biết doanh thu của người mẫu ảnh tương đối thấp, một số thần tượng (và cha mẹ của họ) coi hoạt động này là cánh cửa dẫn đến các phương tiện truyền thông chính thống. Vào năm 2011, các thần tượng nhí được trả tới 200,000 yên Nhật cho mỗi lần chụp ảnh.